# Hippasa marginata
Hippasa marginata là một loài nhện trong họ Lycosidae.
Loài này thuộc chi Hippasa. Hippasa marginata được Carl Friedrich Roewer miêu tả năm 1960.